# Nils Utterman
Nils Utterman är en figur i Gustaf Frödings diktning. Utterman är en västvärmländsk spelman som i dikterna trakterar både fiol och dragspel. Nils Utterman förekommer i Frödings värmländska dialektdiktning i samlingen Räggler och paschaser i dikten "Nils Uttermans-räggla" och kåseriet "Nils Uttermans harrgårsfal". Mest känd är Utterman från "Det var dans bort i vägen" i debutdiktsamlingen Gitarr och dragharmonika, där han förekommer i inlednings- och avslutningsstroferna:
Det var dans bort i vägen på lördagsnatten

över nejden gick låten av spelet och skratten,

det var tjoh! det var hopp! det var hej!

Nils Utterman, token och spelmansfanten,

han satt med sitt bälgspel vid landsvägskanten,

för dudeli! dudeli! dej!

[...]

Och en räv stämde in i den lustiga låten,

och en uv skrek uhu! ifrån Brynbärsbråten,

och de märkte, de hörde det ej.

Men uhu! hördes ekot i Getberget skria,

och till svar på Nils Uttermans dudelidia!

kom det dudeli! dudeli! dej!